# 堪萨斯噬虫霉
堪萨斯噬虫霉（学名：Entomophaga kansana）是属于虫霉目虫霉科噬虫霉属的一种真菌，寄生在蝇类上。该种分布于中国、美国、波兰等地。